# NAVI

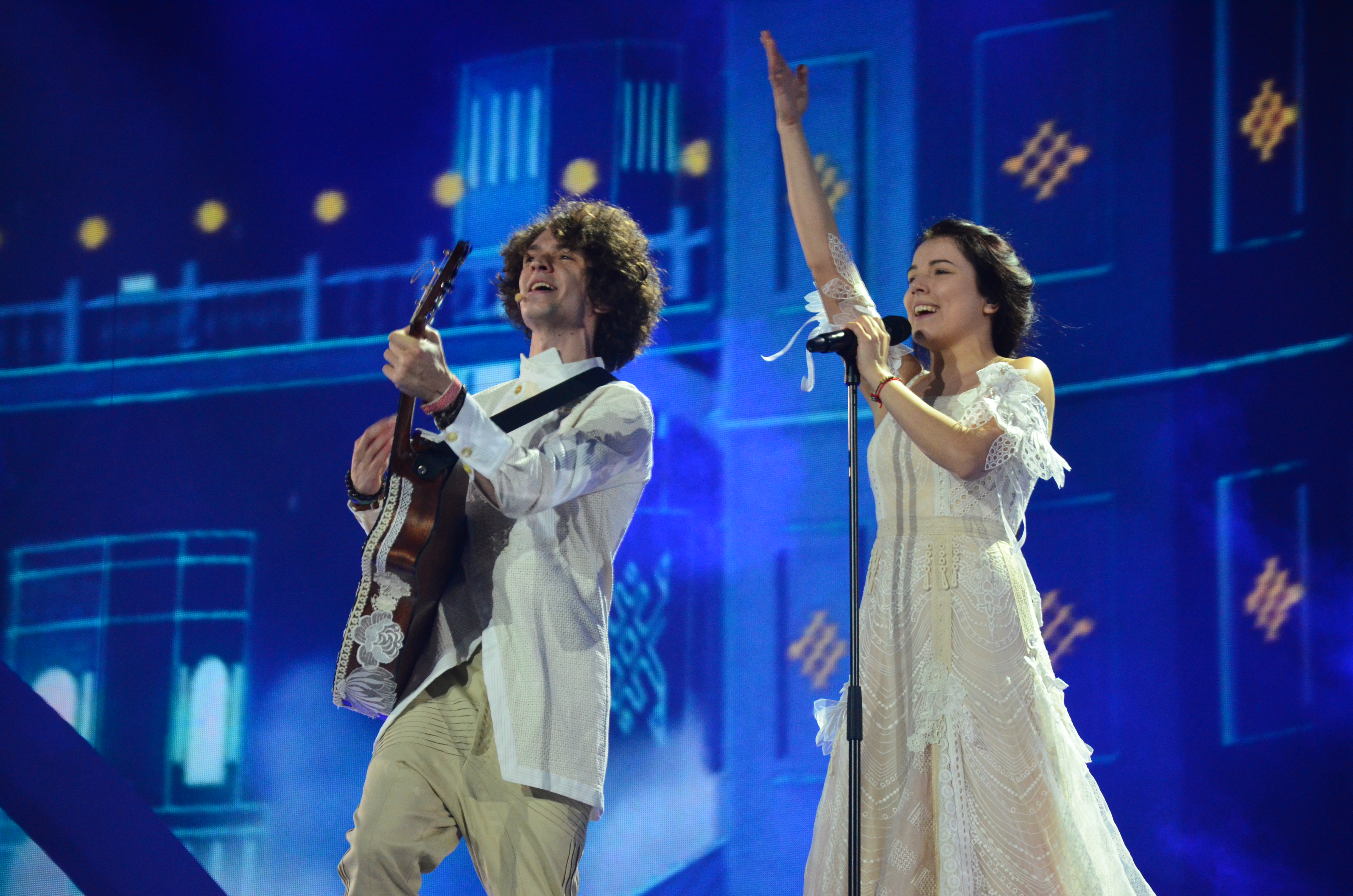
NAVI under repetitionerna inför ESC 2017.

NAVI är en belarusisk indiepop-duo som bildades 2013 i Minsk. Gruppen består av Artem Lukjanenka (sång och gitarr) och Ksenia Žuk (sång och keyboard). De representerade Belarus i Eurovision Song Contest 2017 i Kiev med låten "Historyja majho žyccia" där de kom på 17:e plats.

## Historia
Duon träffades 2013 där deras första projekt blev låten Абдымі мяне, som släpptes 2013. Kort därefter släpptes deras första album Лови. Därefter har de släppt ytterligare två studioalbum, Сонцам сагрэтыя (2014) och Иллюминация (2017) och även ett livealbum 2016. 
2016 deltog Naviband i Belarus nationella uttagning till Eurovision song contest med låten Гэта зямля, där de placerade sig fyra. Året därpå deltog de med låten Historyja majho zyccia och lyckades då vinna. Låten fick senare namnet Story of my life, men fortsatte att vara helt på belarusiska. Det blev den första låten någonsin att framföras på belarusiska i Eurovision Song Contest. De tog sig till final och slutade där på 17:e plats, efter att ha placerat sig som 13:e i telefonrösterna och 16:e i juryns röstning.
2019 har de släppt album Naviband.

## Medlemmar
- Artem Lukjanenka (född 1992)
- Ksenia Žuk (född 1991)

Medlemmar in-studio:
- Uladzislaŭ Čaščavik,
- Aliaksandr Taboĺski,
- Uladzimir Biehier[4]